# Faustin Ngabu
Faustin Ngabu (* 1935 in Lokwa) ist Altbischof von Goma. 

## Leben
Faustin Ngabu empfing am 21. Dezember 1963 die Priesterweihe. Paul VI. ernannte ihn am 25. April 1974 zum Koadjutorbischof von Goma und Titularbischof von Tigamibena.
Der Erzbischof von Bukavu, Aloys Mulindwa Mutabesha Mugoma Mweru, weihte ihn am 7. September desselben Jahres zum Bischof; Mitkonsekratoren waren Gabriel Ukec, Bischof von Bunia, und Augustin Fataki Alueke, Erzbischof  von Kisangani.
Nach dem Tod Joseph Mikararanga Busimbas folgte er ihm am 27. Oktober 1974 als Bischof von Goma nach. Am 18. März 2010 nahm Papst Benedikt XVI. sein altersbedingtes Rücktrittsgesuch an.